# La regina Margot (film 1994)
La regina Margot (La Reine Margot) è un film del 1994, diretto da Patrice Chéreau e liberamente tratto dall'omonimo romanzo di Alexandre Dumas padre. Il film, una coproduzione franco-italo-tedesca sostenuta dal "fondo Eurimages" del Consiglio d'Europa, vinse il Premio della giuria al 47º Festival di Cannes, durante il quale fu presentato, e fu candidato agli Oscar ai migliori costumi. Virna Lisi, per l'interpretazione di Caterina de' Medici, ottenne il premio per la miglior attrice a Cannes, il Nastro d'argento e una nomination come miglior attrice nella 40ª edizione del David di Donatello. Ben 5, infine, le vittorie ai César su 12 candidature: migliore attrice, migliore attrice non protagonista, migliore attore non protagonista, migliore fotografia e migliori costumi.

## Trama
Nel tentativo di porre fine alla guerra civile tra cattolici e ugonotti, Caterina de' Medici, rimasta reggente del trono di Francia fino alla maggiore età del figlio Carlo IX, dà in sposa la figlia, Margherita di Valois, al capo dello schieramento protestante, il cugino Enrico di Navarra, principe del sangue ed erede presuntivo al trono di Francia. Durante la cerimonia il 18 agosto 1572, Carlo spinge letteralmente la riluttante sorella a pronunciare il "sì" nella cattedrale di Notre-Dame a Parigi.
Neppure il marito è entusiasta, perché è convinto che la propria madre, Giovanna III di Navarra, morta da appena due mesi, in realtà sia stata assassinata da Caterina, e perché teme di essere a sua volta ucciso da qualche fanatico della fazione cattolica. Prima di uscire dalla chiesa Margherita, chiamata familiarmente Margot, diffida il marito dal presentarsi nella sua camera, cosa alla quale neppure Enrico sembra pensare, anche perché intrigato dalle avances della giovane cortigiana Charlotte de Sauve.
Suggellata la riconciliazione con il matrimonio, l'ammiraglio de Coligny, capo della maggiore famiglia ugonotta e ciò nonostante amato come un padre dal re Carlo, lo convince a muovere guerra contro la cattolica Spagna nelle Fiandre, facendo anche leva sulla massiccia presenza di ugonotti armati in città. Il conflitto è però decisamente osteggiato dalla parte cattolica, in quanto a favore di un paese protestante e contro uno cattolico, e così, all'insaputa del re, la regina madre Caterina incarica segretamente un sicario di assassinare Coligny.
La prima notte di nozze Margot è in camera con il suo amante Enrico di Guisa, capo della più importante famiglia cattolica dopo quella reale, quando si presenta inaspettatamente il marito per proporle un patto: lei lo aiuterà a muoversi a corte senza rischiare di finire assassinato e lui la farà regina di Francia, perché è convinto di arrivare al trono, malgrado in linea ereditaria i fratelli del re siano davanti a lui. Dopo aver litigato con il Guisa, all'alba Margot esce in strada insieme alla sua dama di compagnia Henriette alla ricerca di un uomo, indossando una maschera sul viso per non farsi riconoscere. Tra tutti gli uomini giunti per il matrimonio che bivaccano per le vie di Parigi, Margot nota un giovane di bell'aspetto, appena derubato del cavallo e dei suoi averi, tale Hyacinthe de La Môle (ispirato al personaggio storico Joseph Boniface de La Môle), figlio di Lyrac de La Môle, un nobile protestante morto mesi prima per salvare il Coligny da un altro attentato, e si apparta con lui per un rapporto furtivo, fingendosi una prostituta.
Il giorno successivo il sicario di Caterina spara in strada a Coligny, ferendolo gravemente a un braccio. I capi ugonotti in fermento vorrebbero vendicare subito l'attentato e Margot, temendo per il peggio, si reca nei loro alloggi nel palazzo reale del Louvre per persuadere il marito a fuggire in Inghilterra, ma viene cacciata via dai suoi compagni. Caterina con gli altri due figli, Enrico d'Angiò e Francesco d'Alençon, insieme al Guisa riescono intanto a convincere il debole re Carlo della necessità di colpire per primi, per non subire la rappresaglia delle migliaia di ugonotti ancora presenti a Parigi. Abbandonando a malincuore Coligny al suo destino, re Carlo alla fine dà l'assenso, ma temendo di venire accusato dai superstiti ordina uno sterminio.
Sono trascorsi appena cinque giorni dal matrimonio e allo scoccare delle tre della notte tra il 23 e il 24 agosto 1572, passata alla storia come la notte di san Bartolomeo, centinaia di cattolici armati dalla Corona e dai Guisa attaccano di sorpresa i protestanti acquartierati al Louvre e nelle strade della città, compiendo un vero e proprio eccidio di migliaia di ugonotti, senza risparmiare nemmeno donne e ragazzi. Anche Coligny, malgrado sia in gravi condizioni, viene defenestrato e del suo cadavere viene fatto scempio.
Il giovane La Môle riesce a fuggire sui tetti, ma viene inseguito dagli uomini del fanatico Annibal de Coconas, gregario dei Guisa. La strage continua anche dentro i corridoi e i cortili del Louvre, dove La Môle si rifugia, finendo casualmente davanti alle stanze di Margot, che lo riconosce e interviene per salvarlo dai suoi persecutori. Il giovane, ferito, viene curato in qualche modo da Henriette, mentre Margot nel frattempo riesce a salvare il marito Enrico dalla morte, convincendolo a convertirsi al cattolicesimo per salvarsi la vita.
La Môle intanto, malgrado le ferite, si allontana dagli appartamenti reali e si imbatte nuovamente in Coconas, anch'egli ferito, con cui si batte fino allo sfinimento. Trovati esanimi e creduti morti, entrambi vengono trasportati dal boia alle fosse comuni fuori dalle mura, dove vengono gettate le migliaia di corpi delle vittime della strage, ma quando l'uomo si accorge che sono ancora vivi, li porta a casa propria per curarli. Qui col tempo La Môle, che non riesce a non pensare a Margot, si riprende prima di Coconas, che abbandona quando questi è ancora semincosciente.
Margot intanto rinfaccia alla famiglia di averla usata per attirare i protestanti a Parigi con la cerimonia nuziale, per poi massacrarli, gettandola in disgrazia. Vista la sua ribellione, Caterina la obbliga allora a rimanere chiusa a palazzo insieme al marito, tenuto in ostaggio malgrado la sua conversione.
La Môle, ormai guarito, ripara in Olanda, dove si sono nel frattempo rifugiati molti altri ugonotti scampati alla strage e alle successive persecuzioni, tra cui il principe di Condé. Grazie al finanziamento di un ricco ebreo cacciato dalla Spagna, i capi ugonotti superstiti decidono di compiere una missione per liberare Enrico di Navarra e sua moglie, prigionieri dei cattolici e in chiaro pericolo di vita, come testimoniato dal tentativo di Caterina di far avvelenare il genero convertito tramite la sua ignara amante Charlotte de Sauve, fallito solo grazie all'intervento di Margot. In seguito all'episodio, Margot decide di consumare il matrimonio con Enrico, nonostante anche lei sia innamorata di La Môle.
Tornato a Parigi per organizzare l'operazione di salvataggio, La Môle riceve notizie di Coconas dal boia che li ha salvati, il quale gli riferisce che ora l'uomo vive con una nobildonna che ha libero accesso al palazzo del Louvre. La Môle decide quindi di presentarsi, malgrado tutto, a Coconas, che inaspettatamente lo accoglie come un fratello, vedendo nell'incontro con lui un'occasione di redenzione ed espiazione degli orrendi crimini commessi. La donna con cui vive Coconas è Henriette, la dama di compagnia e amica di Margot. Tramite lei, La Môle riesce così a incontrarla in segreto e i due si amano, con La Môle che riconosce ora nella donna l'anonima prostituta con cui aveva giaciuto a Parigi. La Môle e Margot organizzano quindi il piano per liberare lei e il marito: Enrico parteciperà a una caccia al cinghiale con il re e la sua corte, durante la quale sarà soccorso da una spedizione armata degli ugonotti, mentre Margot lascerà di nascosto il Louvre e Parigi per conto suo.
Il piano però non va come previsto: durante la caccia, un cinghiale inferocito attacca il re e, vedendo che i suoi fratelli non gli prestano alcun soccorso, Enrico interviene per uccidere l'animale e salvare Carlo, perdendo così l'occasione di scappare. Il re, che su insistenza della madre aveva nel frattempo firmato una lettre de cachet per imprigionarlo alla Bastiglia, si pente e pone Enrico sotto la sua protezione.
Margot, che intanto aveva già lasciato Parigi, viene raggiunta da La Môle che, dopo una notte d'amore, la convince a tornare indietro per non mettere in ulteriore pericolo il marito, rimasto bloccato a corte. Rientrata a palazzo, Enrico però non se la sente più di fuggire, perché non vuole abbandonare il re, di cui è diventato intimo amico, e così Margot si ritrova alla mercé della sua famiglia, che la accusa di brigare con i protestanti e di essere l'amante di uno di essi. I fratelli, legati tutti a lei da un rapporto morboso, e il suo ex amante, il duca di Guisa, arrivano quasi a violentarla, fermandosi solo davanti a un improvviso malore del re.
Carlo è infatti rimasto vittima di un ennesimo tentativo di avvelenare Enrico di Navarra, ordito da Caterina, che aveva fatto collocare dal figlio minore Francesco un prezioso libro sulla caccia, con le pagine intrise di veleno, nell'appartamento del genero, ma che era stato trovato prima dal re. Il caso vuole che questo libro fosse stato venduto per necessità da La Môle al profumiere e chimico reale il giorno in cui era stato derubato a Parigi, e che vergato sulla prima pagina vi fosse il nome del padre.
Le condizioni del re peggiorano sempre di più e, durante un'ultima battuta di caccia, Carlo lascia Enrico libero di fuggire, perché teme per la sua vita una volta morto. Tornato in Navarra, Enrico riabbraccia la fede protestante e incarica La Môle di tornare in Francia a liberare Margot, che Carlo non ha voluto lasciare andare. Aiutato da Coconas, che ormai è divenuto la sua ombra, La Môle torna a Parigi per far fuggire la donna che ama, ma i due vengono catturati dal duca di Guisa e accusati dell'avvelenamento del re.
Margot tenta inutilmente di ottenere dal fratello morente la loro liberazione e così, nel giorno in cui il re spira tra orribili tormenti, sudando sangue nel suo letto, e il fratello Enrico sale al trono di Francia, La Môle e Coconas vengono decapitati dal boia che li aveva salvati.
A Margot non resta che fuggire in Navarra dal marito con il servetto Orthon, portando con sé la testa imbalsamata di La Môle.

## Produzione
Il film è un remake dell'omonimo film del 1954 con protagonista Jeanne Moreau. Le riprese sono state effettuate dal 10 maggio al 3 dicembre 1993. La scena del matrimonio è stata girata nella basilica di San Quintino a San Quintino, mentre altre scene di ripresa sono state filmate a Bordeaux, Senlis, Compiègne e Rambouillet. Diverse scene in interno, per le quali in un primo momento si era pensato al castello di Caprarola, sono state girate nel castello di Meaulnes e nel Palazzo Nazionale di Mafra in Portogallo. Nell'edizione originale, che durava circa 160 minuti, erano presenti numerose scene di nudo di Isabelle Adjani ed un nudo frontale di Vincent Pérez. Nei cinema, ad eccezione delle prime proiezioni in Francia, arrivò però una versione tagliata che durava 138 minuti.
Per interpretare Caterina de' Medici, Virna Lisi dovette sottoporsi a lunghe sedute al trucco, subì l'impianto di una protesi sulla fronte e dovette indossare un corsetto del quale successivamente si lamentò. In compenso, dopo il premio come migliore attrice al 47º Festival di Cannes, l'attrice jesina parlò di "una grande soddisfazione".
Per quel ruolo di Caterina de' Medici, però, prima che a lei, Chéreau aveva pensato a Giulietta Masina, successivamente giudicata però "troppo buona e dolce", e a Monica Vitti, che rifiutò perché non voleva interpretare la parte di una "cattiva cattiva".

## Riconoscimenti
- 1994 - Festival di Cannes

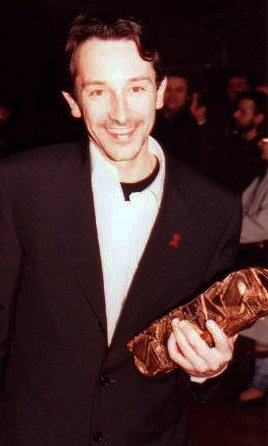
Jean-Hugues Anglade ai premi César 1995.

  - Premio della giuria a Patrice Chéreau
  - Miglior interpretazione femminile a Virna Lisi
  - Nomination Palma d'oro a Patrice Chéreau
- 1995 - Premio Oscar
  - Nomination Migliori costumi a Moidele Bickel
- 1995 - Golden Globe
  - Nomination Miglior film straniero (Francia)
- 1996 - Premio BAFTA
  - Nomination Miglior film non in lingua inglese (Francia)
- 1995 - Premio César
  - Miglior attrice protagonista a Isabelle Adjani
  - Migliore attore non protagonista a Jean-Hugues Anglade
  - Migliore attrice non protagonista a Virna Lisi
  - Migliore fotografia a Philippe Rousselot
  - Migliori costumi a Moidele Bickel
  - Nomination Miglior film a Claude Berri
  - Nomination Migliore regia a Patrice Chéreau
  - Nomination Migliore attrice non protagonista a Dominique Blanc
  - Nomination Migliore adattamento a Patrice Chéreau e Danièle Thompson
  - Nomination Miglior montaggio a François Gédigier e Hélène Viard
  - Nomination Migliore scenografia a Richard Peduzzi e Olivier Radot
  - Nomination Miglior colonna sonora a Goran Bregović
- 1995 - David di Donatello
  - Nomination Migliore attrice non protagonista a Virna Lisi
  - Nomination Migliori costumi a Moidele Bickel
- 1995 - Nastro d'argento
  - Migliore attrice non protagonista a Virna Lisi
- 1994 - National Board of Review Awards
  - nella lista dei migliori film stranieri

## Edizioni home-video
Ad oggi non esiste un'edizione italiana in DVD, mentre ve ne fu una in VHS poco dopo l'uscita al cinema. Il film è stato pubblicato sia in VHS che in DVD negli USA e nel Regno Unito nella versione ridotta di 138 minuti. In Francia, invece, dopo l'uscita in VHS nella versione cinematografica, alcune delle scene tagliate sono state ripristinate nella prima edizione in DVD del 1999, della durata di 144 minuti, mentre l'edizione del DVD doppio 2007 contiene la versione restaurata e rimasterizzata di 2 ore e 33 minuti. La versione integrale, di 2 e 43 minuti, è contenuta nel triplo DVD tedesco intitolato Die Bartholomaussnacht.